# Мага, Отмар
Отмар Мага (нем. Othmar Mága; 30 июня 1929, Брно — 28 января 2020, Киль) — немецкий дирижёр.
Родился в Чехии в немецко-венгерской семье. Изучал скрипку и дирижирование в Штутгарте (1948—1952), музыковедение и немецкую литературу в Тюбингенском университете (1952—1958), совершенствовался как дирижёр под руководством Пауля ван Кемпена, Фердинанда Ляйтнера и Серджиу Челибидаке. Возглавлял Гёттингенский симфонический оркестр (1963—1967), работал в Нюрнберге (1968—1970), одновременно был одним из двух приглашённых дирижёров Гётеборгского симфонического оркестра (1961—1967, вместе с Альберто Эреде). В 1971—1982 гг. генеральмузикдиректор Бохума, одновременно профессор Высшей школы искусств в Эссене. Затем работал в Италии, в 1987—1991 гг. возглавлял Симфонический оркестр Оденсе, в 1992—1996 гг. руководитель Симфонического оркестра Корейского радио в Сеуле. В 2002—2003 гг. исполнял обязанности генеральмузикдиректора Крефельда и Мёнхенгладбаха.
Среди многочисленных записей Отмара Маги — симфонии Вебера, Шумана, Бородина, увертюры Чайковского, Римского-Корсакова, Глазунова, произведения Пауля Хиндемита и Антона Веберна и др.